# François Rauber
François Rauber (19 de janeiro de 1933 – 14 de dezembro de 2003) foi um pianista, compositor, arranjador, e condutor francês conhecido por suas obras com o chansonnier Jacques Brel.
Rauber nasceu em Neufchâteau, Vosges, e estudou música no Nancy Conservatoire e no Conservatoire de Paris.
Rauber atuou como diretor musical do filme Jacques Brel Is Alive and Well and Living in Paris, (título original em inglês), uma produção franco-canadense de 1975.
Em 1979 Rauber recebeu o prêmio Grand Prize for Light Symphonic Music.
Ele também compôs a Marcha Napoleônica do filme francês Colonel Chabert de Yves Angelo, lançado em 1994.
Na década de 1980 e em princípios da década de 1990, ele trabalhou extensivamente com o cantor e compositor de Portugal Fernando Tordo, fazendo arranjos e atuando como condutor em algumas de suas obras.
Em 2003, Rauber foi agraciado com o Chanson Française Grand Prize.